# Ormosia heptacantha
Ormosia heptacantha is een tweevleugelige uit de familie steltmuggen (Limoniidae). De soort komt voor in het Nearctisch gebied.